# Dryopteris glabra
Dryopteris glabra är en träjonväxtart som först beskrevs av Brackenr., och fick sitt nu gällande namn av O. Kze. Dryopteris glabra ingår i släktet Dryopteris och familjen Dryopteridaceae.

## Underarter
Arten delas in i följande underarter:
- D. g. alboviridis
- D. g. flynnii
- D. g. hobdyana
- D. g. nuda
- D. g. pusilla
- D. g. soripes

## Bildgalleri

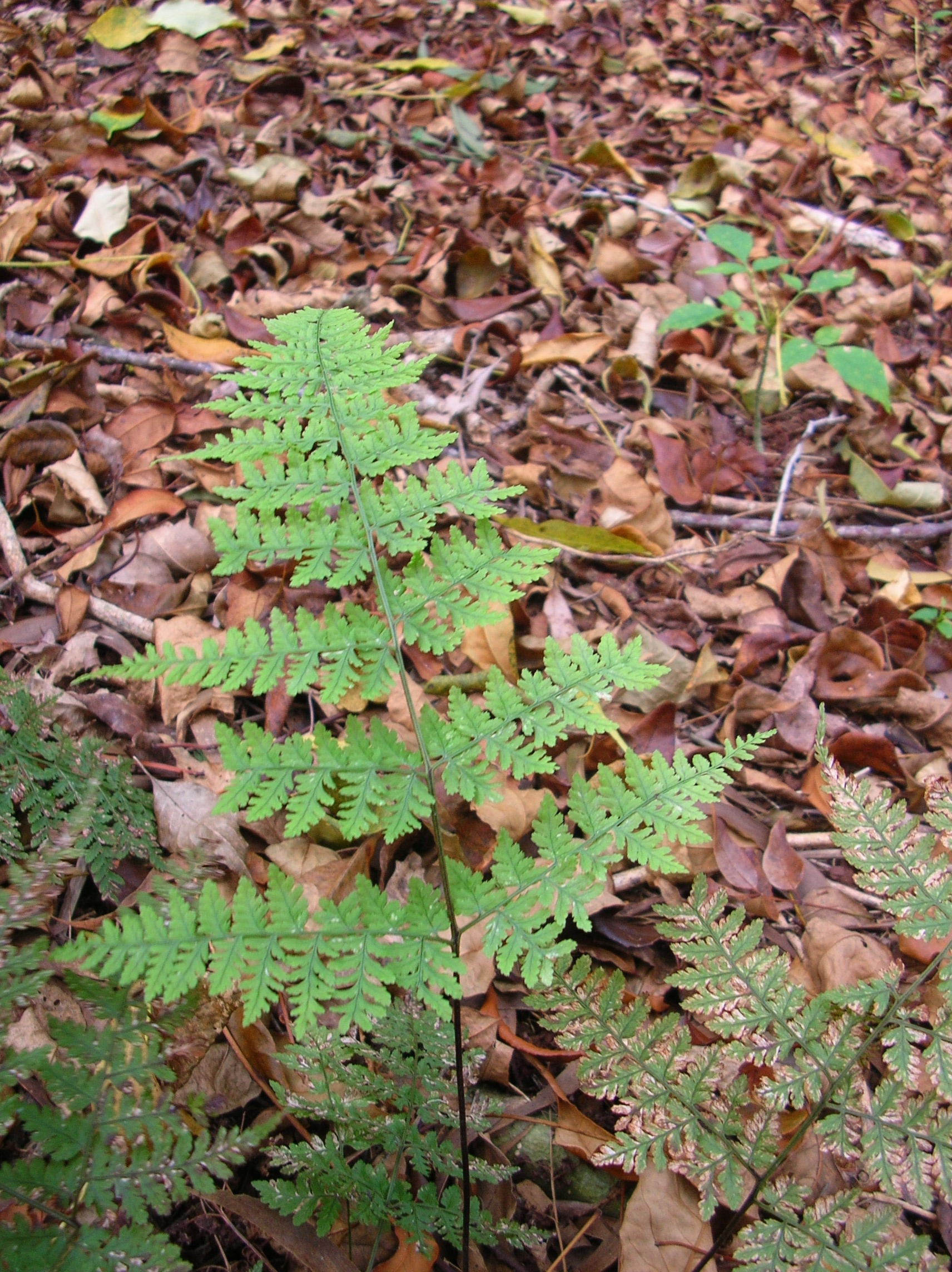
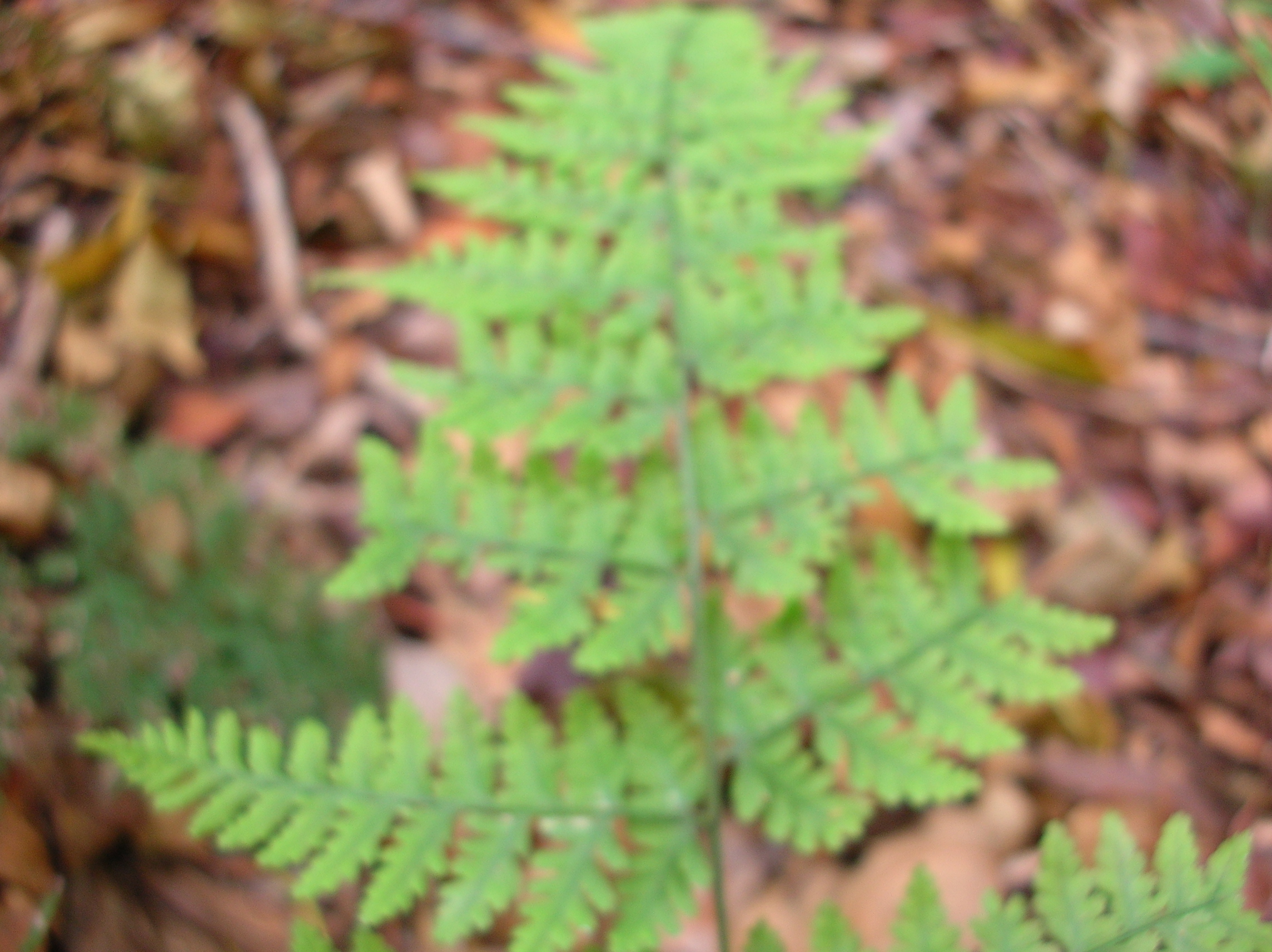
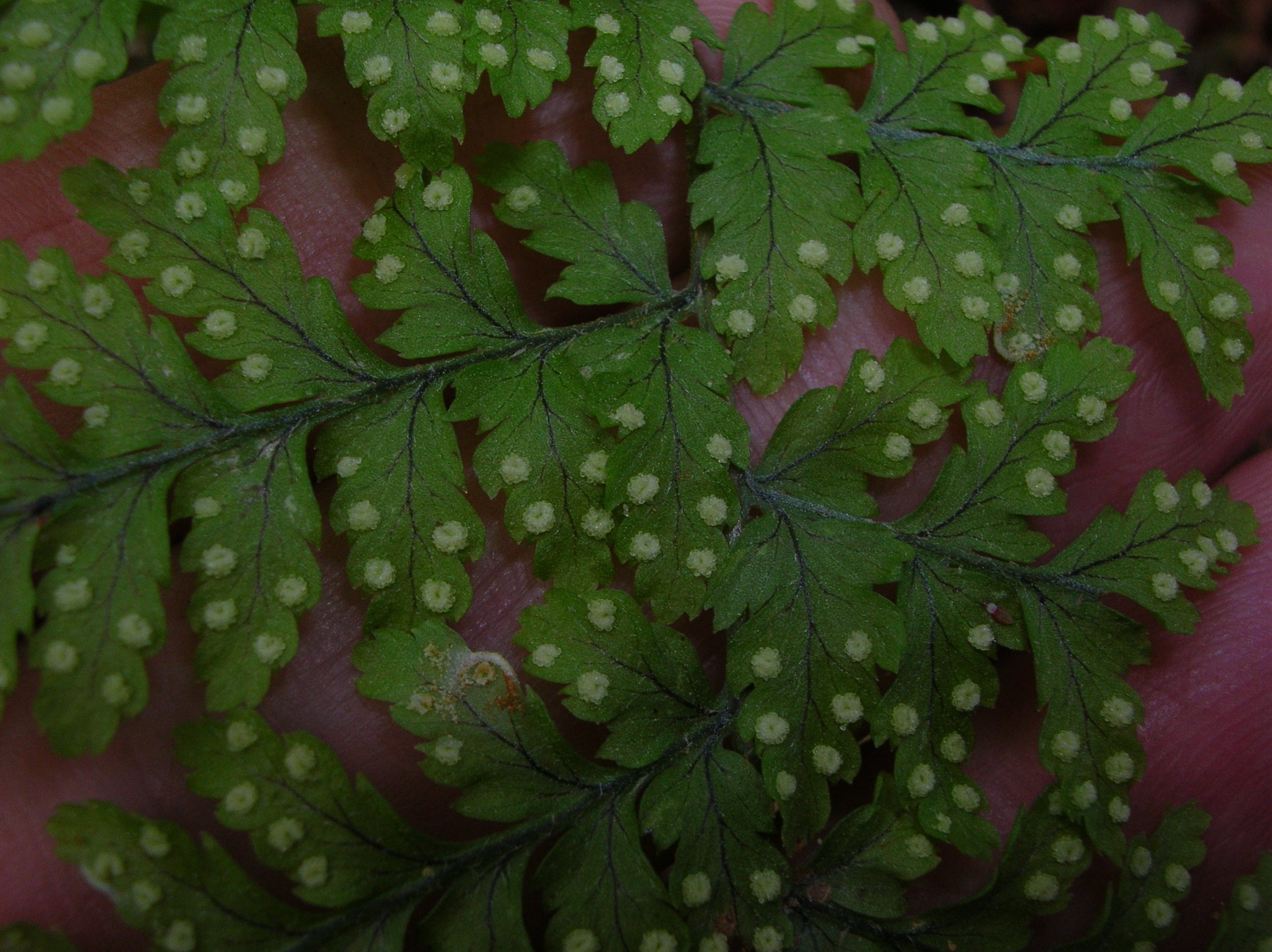
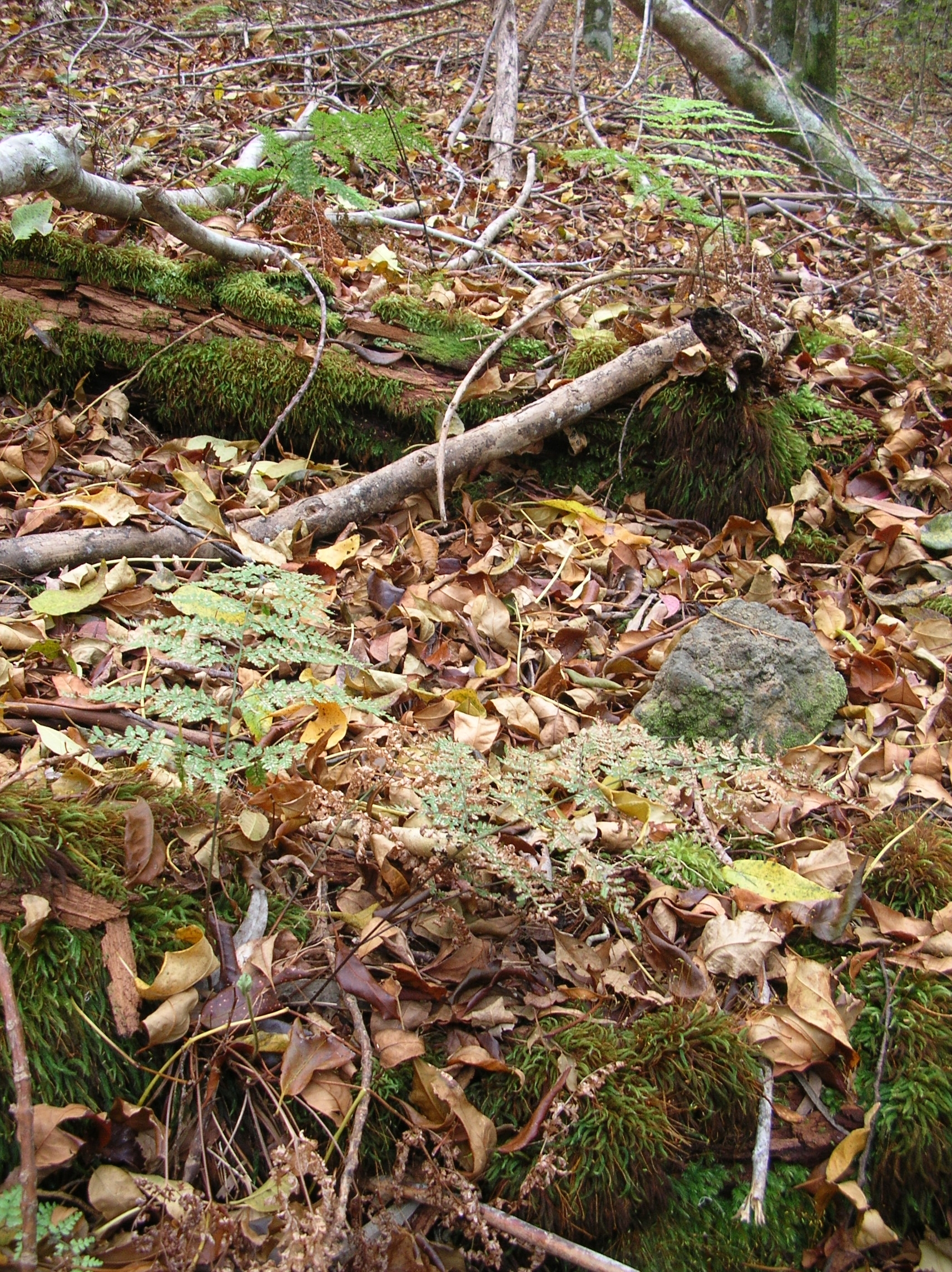
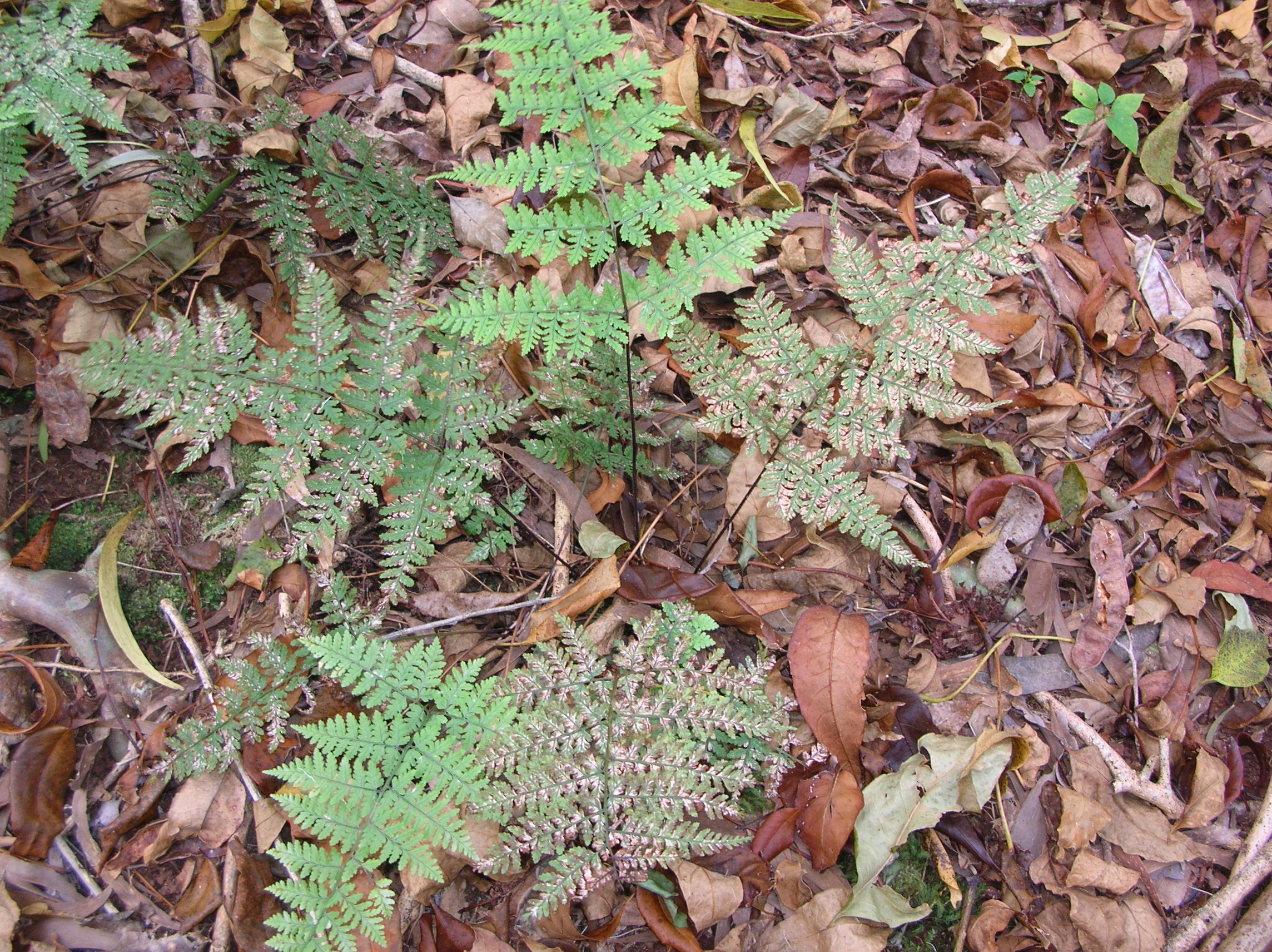
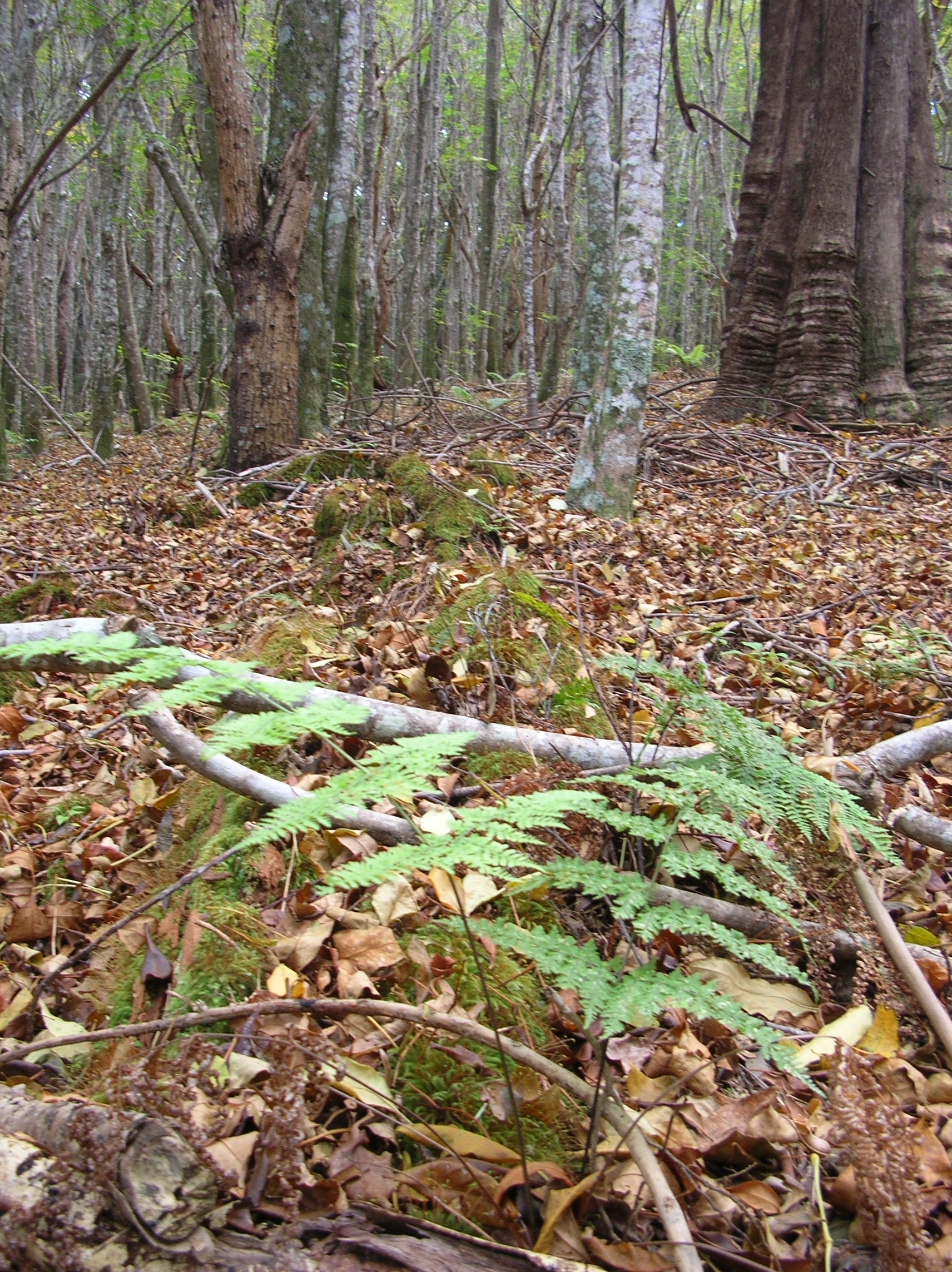